# Ciclo di affreschi del Paladon
Il ciclo di affreschi del Paladon è un'opera del pittore veronese Domenico Morone per l'ex chiesa del Paladon, oggi nel comune di San Pietro in Cariano, e successivamente (nel 1909) staccato e collocato nel museo di Castelvecchio a Verona.
Si tratta di due pitture murali: nella prima Domenico Morone raffigurò i Santi Caterina, Leonardo, Gottardo e Domenico, nella seconda i Santi Rocco, Antonio di Padova, Onofrio e Lucia. È probabile che l'operazione di stacco sia stata giustificata dall'esigenza di abbattere la chiesetta, cosa che avvenne negli anni immediatamente successivi, nel contesto di una ristrutturazione del complesso.
Entrambi gli affreschi sono firmati e datati, uno 12 settembre 1502 e l'altro 17 ottobre 1502. Si suppone che essi fossero collocati ai lati del presbiterio o di una piccola abside con al centro una pala d'altare o una scultura.
Osservando i volti dei santi rappresentati è visibile chiaramente un aiuto da parte della bottega del Morone e in particolare di quello del figlio Francesco nel rappresentare San Onofrio.